# Yashmakia loxozyga
Yashmakia loxozyga är en fjärilsart som beskrevs av Louis Beethoven Prout. Yashmakia loxozyga ingår i släktet Yashmakia och familjen mätare. Inga underarter finns listade i Catalogue of Life.